# GIFT (формат файлу)
GIFT формат (Загальний шаблон формату імпорту, англ. General Import Format Template) — це «wiki-подібна» мова розмітки для опису тестів, спочатку запропонований Полом Шоу у 2003 році. Він пов'язаний із системою управління курсами Moodle .

## Типи питань у GIFT
GIFT дозволяє будь кому скористатися текстовим редактором для написання тестів: множинного вибору, правда-фальш, короткої відповіді, відповідності, пропущеного слова та числових питань у простому форматі, які можна імпортувати в комп'ютерні опитування, зокрема Moodle.

## Опис
Вміст є текстовим файлом, кодованим UTF-8 .
| Символи                                                 | Застосування |
| ------------------------------------------------------- | --- |
| // текст                                                | Коментар, цілий рядок (необов'язково) |
| :: назва ::                                             | Назва питання (необов'язково) |
| текст                                                   | Текст запитання (стає заголовком, якщо не вказано заголовка) |
| [... формат ...]                                        | Формат наступного біта тексту. Параметри: [html], [moodle], [plain] та [markdown]. Типовим є [moodle] для тексту запитання, інші частини питання за замовчуванням до формату, використовуваного для тексту запитання. |
| {                                                       | Початок блоку відповіді(-ей) - без жодних відповідей |
| {T} або {F}                                             | Вірна чи помилкова відповідь; також {TRUE} і {FALSE} |
| {... =правила ...}                                      | Правильна відповідь для запитань типу "множинна відповідь", або заповнення порожнього поля |
| {... ~неправильна ...}                                  | Неправильна відповідь для запитань типу "множинна відповідь", або з декількома відповідями |
| {... =Відповідь -> Відповідність до цієї відповіді ...} | Відповідь на запитання типу "вибір відповідності" |
| # текст відгуку                                         | Відгуки про відповіді за попередніми численними, заповнюючими чи чистими відповідями |
| #### загальний відгук                                   | Загальні відгуки |
| {#                                                      | Початок числових відповідей |
| відповідь:допуск                                        | Числова "відповідь" приймається в межах "± допуску" |
| низ..верх                                               | Значення нижнього та верхнього діапазону прийнятої числової відповіді |
| =%n%відповідь:допуск                                    | n відсотків кредиту для одного з кількох числових діапазонів в межах допуску до відповіді |
| }                                                       | Закінчення блоку відповідей на запитання |
| \символ                                                 | Зворотний штрих уникає спеціального значення ~, =, #, {, }, : (ці знаки використовуються у розмітці формату. Тому якщо такі символи потрібно використати у тексті, їх екранують, наприклад: '\=' покаже на екрані знак дорівнює, а '=' вкаже, що текст який йде далі після цього символу є вірною відповіддю, знак дорівнює не буде видно на екрані) |
| \n                                                      | Розміщує новий рядок у тексті запитання - порожні рядки розмежовують питання |

## Приклади
Структура запитання з однією вірною відповіддю: 
```
//Рядок для коментарів
::Титул питання
:: Запитання {
     =Текст вірної відповіді
     ~Текст помилкової відповіді1
     #Коментар для помилкової відповіді1 (буде показано у випадку вибору помилкової відповіді1)
     ~Текст помилкової відповіді2
     #Коментар для помилкової відповіді2 (буде показано у випадку вибору помилкової відповіді2)
     ~Текст помилкової відповіді3
     #Коментар для помилкової відповіді3 (буде показано у випадку вибору помилкової відповіді3)
     ~Текст помилкової відповіді4
     #Коментар для помилкової відповіді4 (буде показано у випадку вибору помилкової відповіді4)
}

```

Спрощений приклад: 
```
Скільки статей в Українській Вікіпедії?
{
     =1 000 000
     ~100 000
     ~10 000
     ~1 000
     ~100
}

```

або так (тільки для тестового запитання з однією вірною відповіддю):
```
Скільки статей в Українській Вікіпедії? { =1 000 000 ~100 000 ~10 000 ~1 000 ~100 }

```

Загалом формат достатньо функціональний і має багато можливостей.

## Дивись також
- QTI